# 18268 Dardanos
18268 Dardanos (2140 T-3) là một thiên thể Troia của Sao Mộc, trong nhóm Troia.